# Isidro García Hernández
Isidre García Hernández (Sabadell, 1917 – Benidorm, 2005) més conegut com a García de Sabadell. Fill del murcià Antonio García Fuentes, afusellat per les tropes franquistes per defensar la República, i María Flora Hernández Martín, de Valladolid.

## Biografia
García de Sabadell va ser un home polifacètic, va treballar des de paleta o barber fins a actor, rapsode, periodista, promotor de viatges amb les seves “Exclusivas I. García”. S'inicià a Ràdio Sabadell com a locutor amb el programa “Ondas selectas” (1947). Va ser iniciador de les apostes esportives fins a la seva prohibició per ordre governamental, fet que va donar peu a les apostes esportives benèfiques, conegudes com a “quinielas”.
Es va especialitzar en el periodisme i la publicitat, però mai va deixar la seva afició cultural. Va col·laborar amb la Unió Musical de Benidorm, va fundar el “Club de Tertulia de Poetas generación 2000”, i va organitzar actes culturals i folklòrics de tota classe.

## Títols i càrrecs
- 1958 a 1969. Miembo de la Asociación Paulista de Prensa nº5599
- 1958. Fundador de la Asociación Filantrópica "Cavallers de la Barretina"
- 1966. Miembro de la Cámara Oficial Española de Comercio en Brasil y Club Turismo Español, en Sao Paulo
- 1970 a 1975. Corresponsal de "Información" en Benidorm y comarca
- 1971. Corresponsal en La Vanguardia
- 1971. Colaborador "Diario Popular" de Sao Paulo
- 1971. Colaborador "El Bohemio" de San Francisco, Calfornia
- 1971. Colaborador "La Prensa" de Orlando
- 1971. Colaborador de "Canfali"
- 1979. Presidente fundador de la Asociación Alicantina de Agentes de Publicidad de España
- 1986. Corresponsal asistente de "interfronteras"
- Socio de honor de la Academia Internacional "Artis Templum" de Roma

### Distincions
- 1966. Título de Cidadào Paulistano
- Cruz del Mérito Social ofrecida por el gobierno del Estado de Sao Paulo
- 1967. Comendador con la cruz del Mértio Civil “Gran maestro de la orden del mérito civil” otorgada por el Gobierno español
- Medalla de Oro del Mérito al trabajo, España.
- Medalla de oro y diploma de honor de “l'Union Française des Ouvres Laiques d'Education Artistique” de Marsella
- 1974. Premio ONDAS de Radio Ondas como locutor internacional y creador de “Ondas de España y Sudamérica”, durante el XL aniversario de E.A.J.1 Radio Barcelona
- Gran Cruz del Mérito Social otorgada por el Gobierno Brasileño
- Título honorífico "Artis Templu" de Roma, Italia
- Miembro honorífico de la Academia de Bellas Artes de Córdoba, Argentina
- Gran Cruz Oficial de la Orden de los Caballeros de Colón

## Llibres
- 1958. Historias de Vida e Morte, segunda edición en castellano, 1980
- 1983. Así soy yo, 200 poesias
- 1991. En busca de la libertad
- 1991. Vaya vacaciones
- Libro histórico de Cavallers de la Barretina
- 1999. El Rancho del Indiano - guión teatral
- 2003. El sendero de mis recuerdos

## Discografia
- 1966. Canto ao Brasil por poetas espanhois
- 1983. ¡¡Así Soy Yo!!... Poemas?

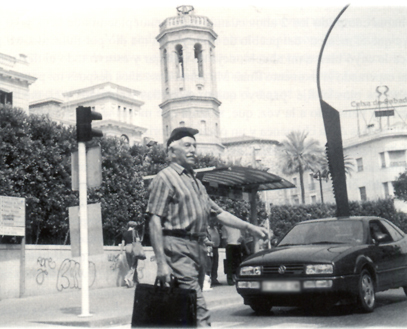
García de Sabadell caminant pel carrer cap a la reunió de la “Lliga Internacional dels Cavallers i pubilles de la Barretina"
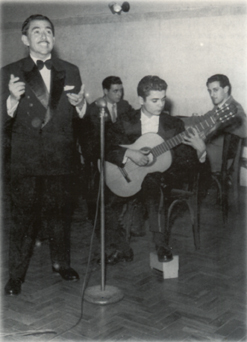
García de Sabadell recitant poesia amb el seu fill a la guitarra
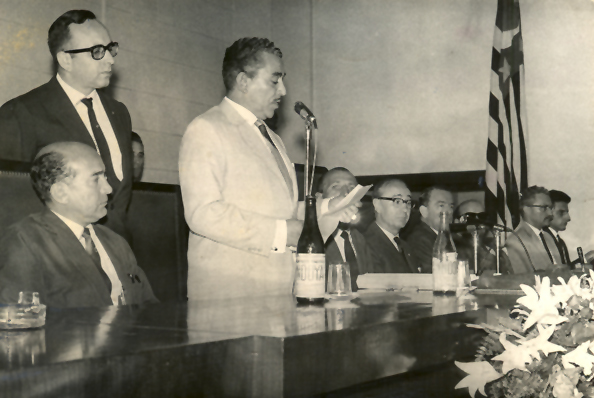
García de Sabadell al discurso d'acceptació com a ciutadà paulista